# Aarhus Retshjælp
Aarhus Retshjælp (oprindeligt Aarhus Retshjælp for Ubemidlede), grundlagt 5. september 1935, er en forening i Aarhus, hvor jurastuderende og arbejdsløse jurister arbejder frivilligt og ulønnet med at yde gratis juridisk rådgivning og i mindre omfang sagsbehandling til alle personer uanset bopæl, indtægtsforhold og statsborgerskab. Aarhus Retshjælps ledelse er dog lønnet. Virksomheder kan kun modtage en begrænset mundtlig rådgivning og ingen sagsbehandling.
Aarhus Retshjælp er Danmarks næstældste retshjælp (efter Københavns Retshjælp). I de første år efter sin grundlæggelse var Aarhus Retshjælp i samme bygning som Retten i Aarhus, men flyttede sidenhen til Bødker Balles Gård.  I dag bor Aarhus Retshjælp til leje i en tidligere overlærerbolig ved en nedlagt folkeskole ved siden af retten.
Som retshjælp i Danmark modtager Aarhus Retshjælp et årligt driftstilskud fra Civilstyrelsen. Aarhus Retshjælps årlige driftstilskud er på ca. 2,2-2,5 mio. kr. Størstedelen af driftstilskuddet går til lønninger til Aarhus Retshjælps ledelse.